# Pentazocyna
Pentazocyna – organiczny związek chemiczny, opioidowy lek przeciwbólowy, pochodna benzomorfanu, stosowana w bólach o słabym i umiarkowanym nasileniu. Wykazuje działanie słabsze i krótsze od morfiny.
W Polsce zarejestrowana i dostępna (2019) pod nazwą handlową Pentazocinum WZF 30 mg (roztwór do wstrzykiwań dożylnych, domięśniowych i podskórnych). Dawniej także był dostępny doustny preparat słoweńskiego producenta Fortral 50 mg (tabletki), który jest obecnie wyrejestrowany i niedostępny.

## Działanie
Pentazocyna może występować w postaci 2 enancjomerów. Tylko (-)-pentazocyna wykazuje działanie przeciwbólowe, aktywując receptory opioidowe kappa, delta (1/5 aktywności morfiny) oraz blokując receptory mi. Jest także agonistą receptorów sigma, dlatego możliwymi skutkami ubocznymi są zaburzenia psychozomimetyczne i dysforia. Wywołuje depresję ośrodka oddechowego, jednak w przeciwieństwie do morfiny działanie to jest ograniczone efektem pułapowym. W odróżnieniu od klasycznych opioidów podnosi ciśnienie tętnicze, nie zwęża źrenic i ma mniejsze działanie kurczące mięśnie gładkie.
Pentazocyna wykazuje większe powinowactwo do receptorów opioidowych niż morfina, dlatego u osób przyjmujących inne narkotyczne leki przeciwbólowe może wywoływać zespół abstynencyjny.
Oprócz skutków ubocznych występujących przy leczeniu wszystkimi pochodnymi morfiny pentazocyna może powodować także zaburzenia nastroju, halucynacje i depersonalizację. Rzadko prowadzi do uzależnienia.
Pentazocyna opracowana została w 1962 r. przez Sterling Drug. W tamtym czasie była nowoczesnym, przeciwbólowym lekiem opioidowym. Na przestrzeni lat straciła na znaczeniu – w terapii paliatywnej bólów nowotworowych jest niestosowana, a nawet niezalecana (nie występuje w standardach schematów drabiny analgetycznej).
Ze względu na wiele niepożądanych objawów dysforycznych i krążeniowych, jak i fakt dostępności innych leków jest obecnie coraz rzadziej stosowana w lecznictwie, z tendencją wyraźnie spadkową. W wielu krajach została wycofana z lecznictwa (m.in. Niemcy 2006, Czechy 2013).